# チャラン・ポ・ランタンのオールナイトニッポン0(ZERO)
チャラン・ポ・ランタンのオールナイトニッポン0(ZERO)（ - ゼロ）は、ニッポン放送で2014年10月1日（2日早朝）から2015年3月25日（26日早朝）まで放送されていたラジオ番組。

## 概要
これまでのUSAGIのオールナイトニッポン0(ZERO)を引き継いた上で、放送枠を90分枠に設定してスタート。NOTTVのみ配信分（後日Youtubeで聴取可能）の終盤30分はスタジオ外でのロケコーナー『チャランポ散歩』となっている。

## 放送時間
- 水曜 27:00-28:30

## パーソナリティ
- チャラン・ポ・ランタン
  - もも（ボーカル）
  - 小春（アコーディオン）

## ゲストおよびその他の出演者
- 2014年12月10日 - 市川美織（NMB48）
- 2015年3月25日 - 松井玲奈（SKE48／乃木坂46）

## スタッフ
- 構成：石川昭人
- AD:小林あみか（サウンドマン）[6]
- ディレクター：加川[2]
- ミキサー：若林千真（サウンドマン）[2]

## コーナー
ももにゃとぱるにゃのウィキペディにゃ！
地下過ぎるアイドル「ももにゃ」や地下過ぎてるアイドル「ぱるにゃ」の情報を送ってもらう。
2014年10月1日 - 2015年3月25日
なりすましミオリンにご用心！
チャラン・ポ・ランタンファンでもあるNMB48チームBIIの市川美織になりきって市川美織情報を送ってもらう。まれに市川本人が現れる。
2014年11月25日 - 2014年12月10日
チャラすか学園のテッペン目指せ!!
ももが、マジすか学園のゲキカラに扮し、ゲキカラが独特の笑い声をしながら言いそうなセリフを叫ぶ。
最終回はゲキカラ役元祖の松井玲奈本人とお送りした。
2015年1月8日 - 2015年3月25日